# Mau Penisula
Mau Penisula (15 de mayo de 1979) es un futbolista marshalés de ascendencia tuvaluana que juega como defensor en el Addisbrough FC de Fiyi. 
Es el jugador que más partidos disputó con la selección de Tuvalu.

## Carrera
Comenzó a jugar al fútbol en 1997 en el plantel alternativo del Football Club Tofaga, y subió al primer equipo en 1999. Luego de cosechar ocho títulos con el Tofaga, se mudó a Fiyi en 2012 para jugar en los All Whites FC. En 2013 pasó al Addisbrough FC.

### Clubes
| Club                 | País   | Año             |
| -------------------- | ------ | --------------- |
| Tofaga B             | Tuvalu | 1997 - 1999     |
| Football Club Tofaga | Tuvalu | 1999 - 2011     |
| All Whites FC        | Fiyi   | 2012            |
| Addisbrough FC       | Fiyi   | 2013 - Presente |

### Selección nacional
Jugó con Tuvalu las ediciones 2003, 2007 y 2011 de los Juegos del Pacífico. Con 14 presentaciones, es el tuvaluano que más veces vistió la casaca del seleccionado nacional.
También fue parte de la selección de fútbol de salón en los Campeonatos de la OFC de 2008 y 2010.

## Palmarés
| Título             | Club   | País   | Año  |
| ------------------ | ------ | ------ | ---- |
| Copa NBT           | Tofaga | Tuvalu | 2006 |
| Copa Independencia | Tofaga | Tuvalu | 2006 |
| Copa NBT           | Tofaga | Tuvalu | 2007 |
| Copa NBT           | Tofaga | Tuvalu | 2008 |
| Copa Navidad       | Tofaga | Tuvalu | 2010 |
| Juegos de Tuvalu   | Tofaga | Tuvalu | 2010 |
| Copa Independencia | Tofaga | Tuvalu | 2010 |
| Copa NBT           | Tofaga | Tuvalu | 2011 |